# Gravale
Gravale (en irlandais : Droibhéal, littéralement « passage difficile ») est le treizième plus haut sommet des montagnes de Wicklow, avec 718 mètres d'altitude, en Irlande.